# تحصیل پهالیه
تحصیل پهالیه (به انگلیسی: Phalia) یک تحصیل در پاکستان است که در ناحیه مندی بهاءالدین واقع شده‌است. تحصیل پهالیه ۱۱۵٬۶۱۸ نفر جمعیت دارد.